# Quatrième Raadsaal
Le quatrième Raadsaal (Afrikaans Vierde Raadsaal) est un bâtiment historique situé à Bloemfontein, en Afrique du Sud, qui sert de lieu de réunion à l'Assemblée législative provinciale de la province de l'État libre. 
Il est situé au 10 Président Brand Street, la grande artère historique de la ville, en face de la Cour suprême d'appel. Le bâtiment porte le nom de « quatrième Raadsaal » car c'est le quatrième édifice ayant été utilisé par les  autorités de l’État Libre d'Orange pour abriter son parlement.

## Descriptif
De style néoclassique, le bâtiment est construit en grès et brique. Le bâtiment comprend une façade à colonnade, des portiques semi-circulaires et est couronné par une tour coiffée d'un dôme. Les armoiries de l’État Libre d'Orange sont sculptés au fronton de la façade donnant sur Président Street.
Une statue équestre du général Christiaan de Wet est située devant le bâtiment.

## Historique
À la suite de l'abolition de la souveraineté de la rivière Orange en 1854, l'Assemblée législative de la république boer du nouvel État libre d'Orange se réunit provisoirement dans un modeste édifice au toit de chaume, également utilisé comme église et comme école. En 1856, de nouveaux locaux provisoires sont utilisés pour servir de parlement lequel siège ensuite dans un édifice spécifique de la rue Maitland.
Au début des années 1880, il est décidé de construire de nouveaux édifices pour recevoir les bureaux de la  présidence de l'État libre d'Orange et la chambre du parlement. 
Le nouveau bâtiment présidentiel est achevé en 1886, mais les travaux du Volksraad, conçu par Lennox Canning, ne débutent que tardivement, en 1890, et sont achevés en 1893.  

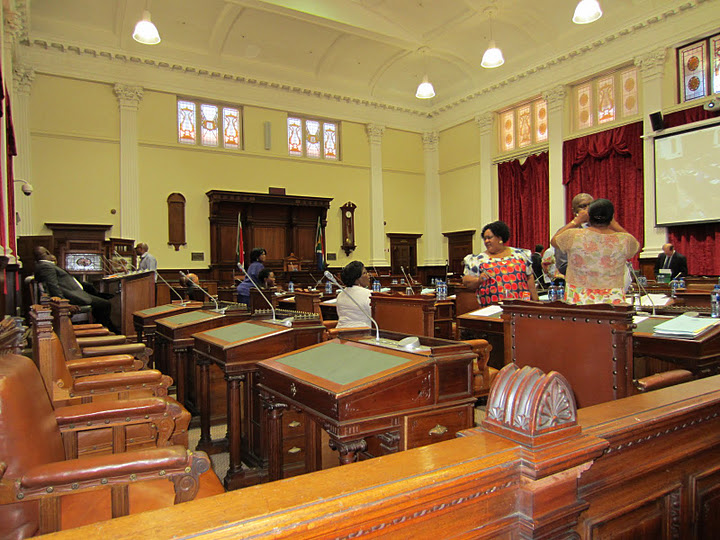
La chambre de l'assemblée législative en 2011.

En mars 1900, les forces britanniques occupent Bloemfontein et le bâtiment devient un hôpital militaire.
Sous la colonie de la rivière Orange (1907-1910), la chambre basse du parlement bicaméral continue à se réunir dans le bâtiment du quatrième raadsaal. À partir de 1910, le Raadsaal abrite le conseil provincial et, jusqu'en 1929, la cour d'appel. 
Depuis 1994, le bâtiment abrite la législature provinciale de l'État libre.

## Sources
- (en) « The Fourth Raadsaal, Bloemfontein », South Africa History Online
- (en) « Free State Legislature - Fourth Raadsaal », Artefacts.co